# Vertu
Vertu is een in Groot-Brittannië gevestigde telefoonfabrikant die zich specialiseert in zeer dure mobiele telefoons. Het idee is mobiele telefoons als statussymbool te verkopen, met prijzen die zo rond de 3500 pond beginnen.

## Telefoons
De huidige telefoons zijn afgeleid van Nokia en draaien in het verleden op Symbian maar gaan zich nu richten op Android. De telefoons zelf zijn gemaakt van dure en glimmende metalen, edelstenen en leer.

## Toekomst
Nokia verkocht Vertu in juni 2012 aan investeerder EQT. Het bedrijf heeft aangegeven om zich in de toekomst te richten op Android.